# Ото II (Салм-Хорстмар)
Ото II Адалберт Фридрих Август Густав Александер фон Салм-Хорстмар (на немски: Otto II Adalbert Friedrich August Gustav Alexander 3.Fürst und Rheingraf zu Salm-Horstmar; * 23 септември 1867, дворец Фарлар в Розендал; † 2 март 1941, Фарлар, Северен Рейн-Вестфалия) е 3. княз на Салм-Хорстмар и Рейнграф и политик.

## Биография
Той е третият син на Рейнграф, 2. княз Ото I Фридрих Карл фон Салм-Хорстмар (1833 – 1892) и съпругата му графиня Емилия Амалия Модеста Ернестина Бернардина фон Липе-Бистерфелд (1841 – 1892), дъщеря на граф Юлиус Петер Херман Август фон Липе-Бистерфелд (1812 – 1884) и графиня Аделхайд Клотилда Августа фон Кастел-Кастел (1818 – 1900). Брат е на наследствен принц Фридрих Юулиус Карл Ернст Казимир Макс (1865 – 1871). Сестра му Елизабет (1870 – 1953) е омъжена в дворец Фарлар на 19 април 1900 г. за граф Адалберт фон Ербах-Фюрстенау (1861 – 1944).
Ото II следва право в Лозана, Женева и Берлин. Между 1889 и 1892 г. той е офицер и посещава висшето училище по земеделие в Берлин. След това той поема фамилните имоти. През 1902 г. получава докторска титла на университета Вестфалия. Той е наследствен член на „Пруската херен-хауз“ и от 1911 до 1919 г. е член на вестфалския провинц-парламент и негов председател между 1916 и 1919 г.
Умира на 73 години на 2 март 1941 г. в дворец Фарлар в Северен Рейн-Вестфалия.

## Фамилия
Ото II фон Салм-Хорстмар се жени на 10 септември 1903 г. в Клитчдорф, Силезия, за графиня Роза Мария Берта Луиза фон Золмс-Барут (* 8 юни 1884, Клитчдорф; † 12 юни 1945, Тилзен, Алтмарк), дъщеря на княз Фридрих фон Золмс-Барут (1853 – 1920) и графиня Луиза фон Хохберг, фрайин фон Фюрстенщайн (1863 – 1938). Те имат осем деца:
- Луиза Емилия Фридерика Елизабет (* 19 юли 1904; † 2 септември 1904)
- Ото Лудвиг Вилхелм Ханс Фридрих Карл Едуард (* 7 март 1906, Фарлар; † 22 април 1927), наследствен принц на Салм-Хорстмар
- Ханс Кристоф Леополд Емих Херман (* 27 май 1907, Фарлар; † 15 декември 1908)
- Филип Франц Фридрих Конрад Вилхелм Клодвиг (* 31 март 1909, Фарлар; † 8 ноември 1996), 4. княз на Салм-Хорстмар, женен I. в Хохбург при Айч, Австрия, на 3 юли 1937 г. (развод 1979) за графиня Мария Тереза фон Кастел-Кастел (* 30 декември 1917, Мюнхен), II. в Росендал на 1 юни 1979 г. за Барбара Криста Пол (* 10 март 1939, Валденбург, Силезия)
- Карл Валрад Емих Херман Болко Фридрих (* 8 януари 1911, Фарлар; † 2 август 1991, Дюселдорф), женен в Билефелд на 3 септември 1952 г. за Сузана Янч (* 21 юли 1922, Райхенберг)
- Фридерика Юлиана Луиза Емилия Феодора Анна (* 5 октомври 1912, Фарлар), омъжена във Фарлар на 5 август 1935 г. за принц Лудвиг Фердинанд фон Сайн-Витгенщайн-Берлебург (* 4 април 1910; † 22 ноември 1943, убит в Зхитомир)
- Йохан Гизелберт Александер Леополд Рудолф Фридрих (* 14 март 1916, Берлин; † 9 септември 1939, убит)
- Мария Луиза Елеонора Аделма Роза (* 18 август 1918, Фарлар), омъжена във Фарлар на 10 юни 1954 г. за княз Хайнрих IV Ройс-Кьостриц (* 26 октомври 1919)